# William Disney
Pour les articles homonymes, voir Disney.
William Disney (1731-1807) était un clergyman et universitaire anglais, et l'un des critiques d'Edward Gibbon.